# Sphingius gracilis
Sphingius gracilis är en spindelart som först beskrevs av Tamerlan Thorell 1895. Sphingius gracilis ingår i släktet Sphingius och familjen månspindlar.
Artens utbredningsområde är Myanmar. Inga underarter finns listade i Catalogue of Life.